# Iglesia de la Purificación de Nuestra Señora (Lituénigo)
La iglesia de la Purificación de Nuestra Señora es un templo parroquial católico del lugar de Lituénigo, en la provincia de Zaragoza, Comunidad Autónoma de Aragón, España. Pertenece a la diócesis de Tarazona.

## Historia
Fue construida a mediados del siglo XVII sobre una primitiva edificación románica datada a comienzos del siglo XIII, de la cual todavía se conservan restos en el muro de los pies y en el cuerpo inferior de la torre. 

## Descripción
Se trata de un templo de planta rectangular, levantada sobre nave única de tres tramos, cubierta por bóveda de cañón con lunetos, cabecera de testero recto, cubierta por bóveda vaída, y capillas entre los contrafuertes, poco profundas y cubiertas por bóvedas de cañón transversal. Presenta coro alto, a los pies, en el tercer tramo de la nave, apeado sobre arco de medio punto, y sacristía adosada a la cabecera. 
En el exterior destaca el acceso protegido por un atrio de ingreso a modo de volumen adosado al muro de la Epístola y cubierto por tejado a doble vertiente, en el que se abrió un acceso adintelado sobre el cual se dispuso una sencilla banda de esquinillas; en la zona superior se colocó una hornacina en arco de medio punto que contiene la imagen de la titular del templo. 
La torre, levantada a los pies de la parroquia, presenta estructura interna de torre cristiana; consta de tres cuerpos de planta cuadrada. El inferior, perteneciente al primitivo edificio románico, presenta paramentos lisos. El segundo se articula en todas sus caras mediante un sistema ornamental de frisos y bandas de esquinillas simples y a tresbolillo. El tercer cuerpo presenta dos zonas, la inferior articulada mediante la apertura de cuatro vanos de medio punto y la superior, destinada a alojar las campanas, abierta con cuatro arcos de medio punto, flanqueados por pilastras toscanas sobre plinto. Remata un cuerpo ochavado, con óculos en cada uno de sus laterales, llevado a cabo a mediados del siglo XVII. 

En 1998 la Dirección General de Patrimonio Cultural del Gobierno de Aragón promovió la obra de mantenimiento en el templo. Los trabajos contaron con presupuesto de 27 189,79 euros.

## Catalogación
Por orden de 4 de julio de 2002, publicada en el BOA de 7 de agosto de 2002 del Departamento de Cultura y Turismo, se declara Bien Catalogado del Patrimonio Cultural Aragonés